# 朴正根
Jeong Geun（韓語：정근，2003年4月17日—），本名朴正根（： Park Jeong-Geun），是一名韓國男歌手。現為Biscuit Entertainment旗下男子音樂組合HAWW成員。